# Turnix hottentottus
El torillo hotentote, torillo de Hotentote o torillo de El Cabo  (Turnix hottentottus) es una especie de ave turniciforme de la familia Turnicidae que habita en el África subsahariana.

## Distribución y hábitat
Se encuentra en la mayor parte del África subsahariana fuera de las regiones forestales o demasiado áridas. Su hábitat natural son los herbazales abiertos. Aunque algunas poblaciones son sedentarias otra realizan migraciones al norte y a la zona central de su área de distribución para reproducirse.

## Descripción
Aunque no están emparentadas con ellas los torillos tienen aspecto de una perdiz con la cola corta. Esta especie tiene las partes superiores de color pardo con veteado oscuro y cierto listado blanco por los bordes de las plumas, el pecho de color canela y el vientre claro. Como en la mayoría de los torillos la hembra es ligeramente más grande (15 cm de largo frente a los 14 cm de los machos) y de coloración algo más intensa que el macho.
La mayor parte de su área de distribución está ocupada por la supbespecie T. h. nanus, que tiene el iris de los ojos castaño y el obispillo negro. La subespecie nominal, T. h. hottentottus, que está confinada en el fynbos costero de Sudáfrica, tiene el iris claro y el obispillo también más claro. 